# Nyakaio Vallis
La Nyakaio Vallis è una struttura geologica della superficie di Venere.